# USS West Virginia (SSBN-736)
Pour les autres navires du même nom, voir USS West Virginia.
L’USS West Virginia (SSBN-736) est un sous-marin nucléaire lanceur d’engins de la classe Ohio de l’United States Navy. Il est en service depuis 1990. Il est le troisième navire de l'US Navy à porter le nom de l'État de Géorgie et le onzième des dix-huit unités de la classe Ohio.

## Construction et mise en service
Le contrat de construction du West Virginia fut accordé à la filiale de General Dynamics, Electric Boat, à Groton dans le Connecticut, le 21 novembre 1983. Sa quille fut posée le 24 décembre 1987, presque deux ans avant son lancement le 14 octobre 1989 sous le parrainage de Mme Erma Byrd, épouse du sénateur de Virginie-Occidentale Robert Byrd. Il est admis dans le service actif le 20 octobre 1990 sous le commandement du capitaine J. R. Harvey pour l'équipage bleu et du capitaine Donal McDermott pour l'équipage or (équivalent rouge dans la Marine nationale).

## Carrière
Le 29 décembre 2008, le capitaine Daniel Mack, commandant de l’escadrille de sous-marins 16/20, a démis de son commandement le commander Charles Hill de l'équipage or à cause d'une « perte de confiance » de ses capacités de capitaine. Le capitaine Stephens Gillespie a été provisoirement nommé comme son remplaçant.
Le 24 octobre 2013, il a quitté le chantier naval de Newport News où il était à quais depuis trente-cinq mois dans le cadre du rechargement de son combustible nucléaire. Après des essais en mer pour vérifier le bon fonctionnement de son réacteur, il devrait regagner son port d'attache et rentrer à nouveau dans le service actif.

## Dans la fiction
Le roman de Tom Clancy Dette d'honneur, le West Virginia est l'un des nombreux sous-marins envoyés pour contrer une invasion japonaise dans les îles Mariannes du Nord.